# Obersaasheim
Obersaasheim ist eine französische Gemeinde mit 1039 Einwohnern (Stand 1. Januar 2022) im Département Haut-Rhin in der Region Grand Est (bis 2015 Elsass). Sie gehört zum Arrondissement Colmar-Ribeauvillé, zum Kanton Ensisheim und zum Gemeindeverband Communauté de communes Alsace Rhin Brisach. Die Bewohner werden Obersaasheimois und Obersaasheimoises genannt.

## Geografie
Die Gemeinde Obersaasheim liegt in der Oberrheinebene, etwa vier Kilometer südwestlich von Breisach am Rhein.

## Geschichte
In Dokumenten aus dem Jahr 768 wird die Siedlung unter dem Namen Saxones, auch Saxen en allemand genannt. Später war sie der Abtei von Münster in den Vogesen unterstellt. Spätere Namen waren Sachsen um 1316, Sachsheim um 1517 und Sassenheim um 1576. Im Jahr 1683 existierte schon der Name „Obersaasheim“. Die Dorfkirche wurde von 1772 bis 1777 und das Schul- und Gemeindehaus von 1835 bis 1838 errichtet.
Von 1871 bis zum Ende des Ersten Weltkrieges gehörte Obersaasheim als Teil des Reichslandes Elsaß-Lothringen zum Deutschen Reich und war dem Kreis Colmar im Bezirk Oberelsaß zugeordnet.

## Bevölkerungsentwicklung
| Jahr      | 1910 | 1962 | 1968 | 1975 | 1982 | 1990 | 1999 | 2007 | 2014 |
| Einwohner | 500  | 482  | 505  | 546  | 653  | 706  | 807  | 1017 | 1022 |

## Sehenswürdigkeiten

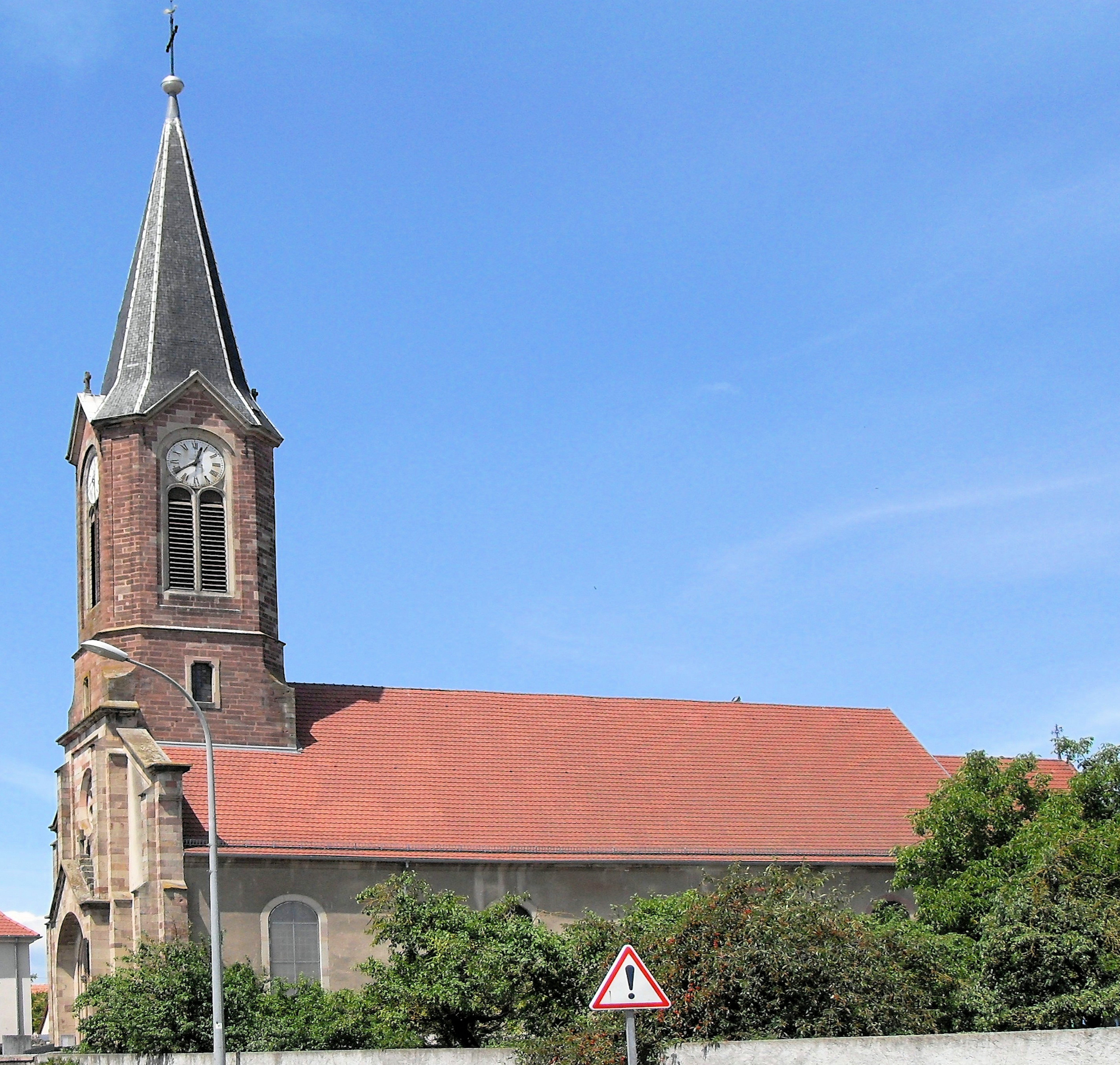
Kirche St. Gallus
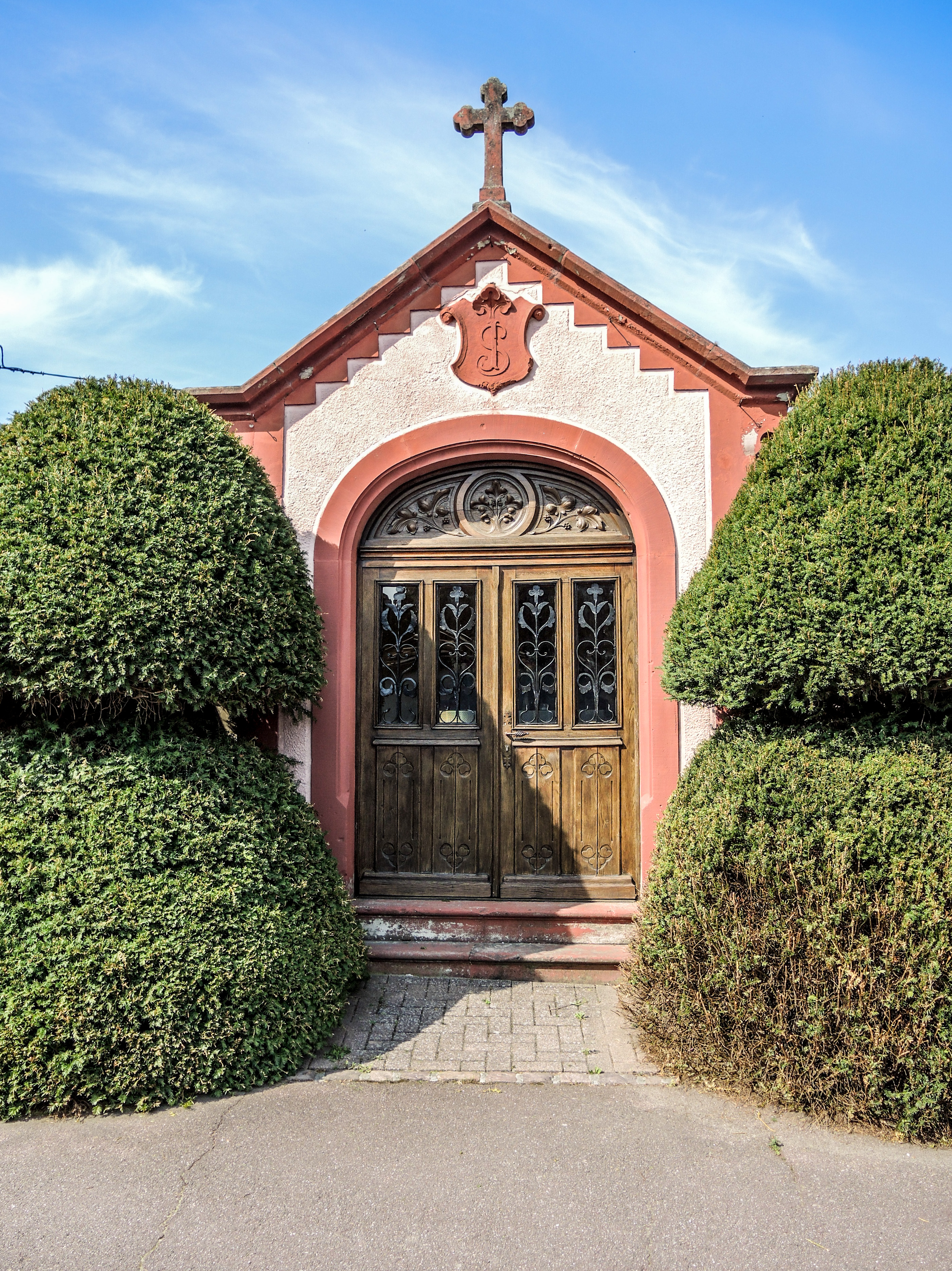
Kapelle Saint-Joseph
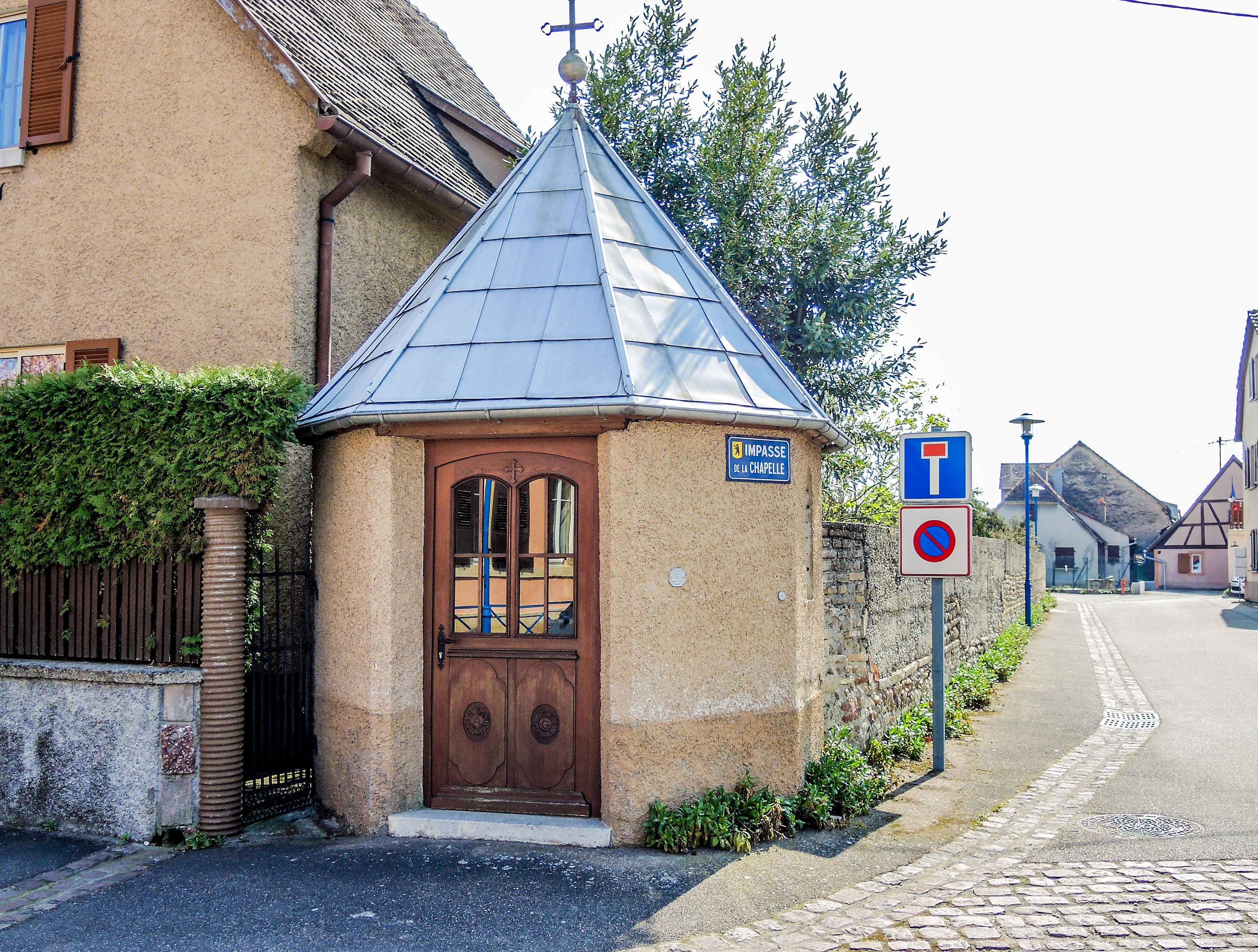
Namenloses Oratorium in der Impasse de la chapelle